# SponsorBlock

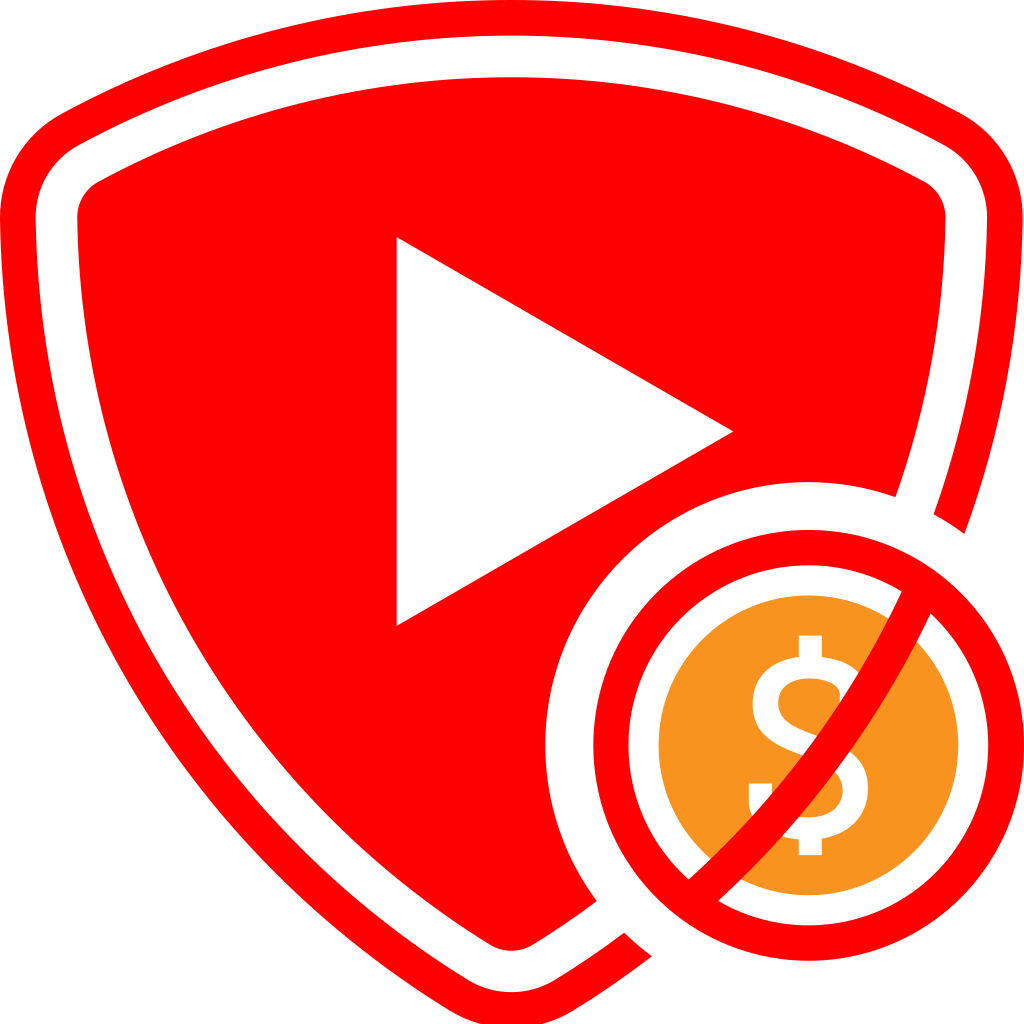
El logotipo de dicha extensión.

SponsorBlock es una extensión de navegador gratuita y de código abierto diseñada para saltar (bloquear) segmentos patrocinados en videos de YouTube . La extensión se basa en una base de datos enviada por los usuarios para bloquear patrocinadores en videos. Los usuarios de la extensión pueden enviar segmentos en videos y votar sobre los segmentos que otros han enviado. La extensión es una extensión recomendada en la tienda de Extensiones de Firefox. A 2022  de septiembre del  18 , la extensión tiene más de 201 555 descargas en Firefox y más de 700 000 descargas en Google Chrome.

## Historia
Inicialmente, SponsorBlock solo se podría usar para enviar y omitir segmentos de patrocinio, pero en junio de 2020 se agregó soporte para múltiples categorías de segmentos (como autopromoción o segmentos intermedios). Una revisión en enero de 2022 agregó soporte para marcar patrocinios de videos completos.

## Uso
Los usuarios de la extensión pueden enviar marcas de tiempo para segmentos en videos y elegir una categoría para ellos. Esos segmentos se saltan automáticamente cuando se reproduce el video. Cuando se omite un segmento, aparece una pequeña ventana emergente durante unos segundos para permitir que el usuario vote sobre el segmento o para "dejar de omitirlo". La extensión realiza un seguimiento de las estadísticas por usuario sobre la cantidad de segmentos enviados y omitidos, y resume la cantidad de tiempo ahorrado desde su instalación.

## Recepción
La extensión se presentó en Extension Spotlight de Mozilla el 21 de julio de 2020. La extensión es una extensión recomendada en Firefox y, al 7 de abril de 2021, es la extensión recomendada mejor valorada de la lista.
1. ↑  «5 YouTube Cheats to Break Restrictions and Make YouTube Fun Again». MUO (en inglés estadounidense). 28 de septiembre de 2019. Consultado el 25 de febrero de 2022.
2. ↑  «SponsorBlock für YouTube – Add-on für Google Chrome». CHIP (en alemán). CHIP Digital GmbH. Archivado desde el original el 12 de agosto de 2020. Consultado el 6 de diciembre de 2020.
3. ↑  «6 Firefox Add-Ons to Improve Your YouTube Viewing Experience». MUO (en inglés estadounidense). 8 de diciembre de 2021. Consultado el 25 de febrero de 2022.
4. 1 2  «Extension Spotlight: SponsorBlock for YouTube». The Firefox Frontier. Mozilla. 21 de julio de 2020. Consultado el 6 de diciembre de 2020.
5. ↑  «SponsorBlock for YouTube – Skip Sponsorships». chrome web store. Archivado desde el original el 11 de diciembre de 2020. Consultado el 6 de diciembre de 2020.
6. ↑  «SponsorBlock – Skip Sponsorships on YouTube». Firefox Browser Add-ons. Mozilla. Consultado el 6 de diciembre de 2020.
7. ↑  Ramachandran, Ajay (14 de junio de 2020). «Categories – SponsorBlock». blog.ajay.app. Archivado desde el original el 23 de agosto de 2022. Consultado el 27 de diciembre de 2020.
8. ↑  «Allow submitting as full video · ajayyy/SponsorBlock@d36b4a5». GitHub (en inglés). Consultado el 28 de marzo de 2022.
9. ↑  Brinkmann, Martin (3 de enero de 2020). «Skip sponsor messages in YouTube videos with SponsorBlock». ghacks.net. Softonic. Archivado desde el original el 24 de marzo de 2021. Consultado el 7 de diciembre de 2020.
10. ↑  «Recommended extensions». Firefox Browser Add-ons. Mozilla. Archivado desde el original el 7 de abril de 2021. Consultado el 7 de abril de 2021.